# Bidessonotus bicolor
Bidessonotus bicolor är en skalbaggsart som beskrevs av Guignot 1957. Bidessonotus bicolor ingår i släktet Bidessonotus och familjen dykare. Inga underarter finns listade i Catalogue of Life.